# 天主教穆因加教區
天主教穆因加教區 （拉丁語：Dioecesis Muyingana）是布隆迪一個羅馬天主教教區，屬基特加總教區。
教區成立於1968年9月5日，包括魯塔納省和基龍多省。2010年有教友565,441人（佔轄區總人口56.8%）、十四個堂區、四十1名司鐸。現任教區主教為約阿敬‧恩塔洪德雷耶。